# Classe Ariete
La Classe Ariete fu un gruppo di torpediniere costruite per la Regia Marina durante la seconda guerra mondiale nei cantieri di Ansaldo di Genova, del Quarnaro di Fiume e CRDA di Trieste.

## Servizio
Solamente una unità venne completata prima dell'armistizio, la capoclasse Ariete, costruita nei cantieri Ansaldo di Sestri Ponente dove il suo scafo venne impostato il 15 luglio 1942. L'unità varata il 6 marzo 1943 ed entrata in servizio il successivo 5 agosto, al termine della guerra in base alle clausole del trattato di pace venne ceduta alla Jugoslavia il 30 aprile 1949 in conto riparazione danni di guerra e ribattezzata Durmitor.

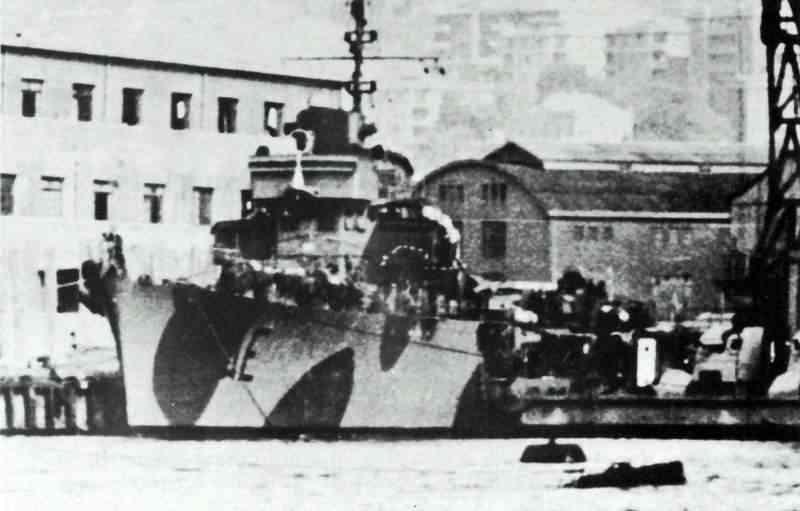
La torpediniera Ariete a Genova nel 1943 con i colori mimetici

## Torpedoboote Ausland
Le altre unità vennero catturate dai tedeschi che le completarono incorporandole nella Kriegsmarine come Torpedoboote Ausland ed andarono perdute.
Piuttosto curiosa la sorte toccata alle torpediniere Fionda e Balestra, ribattezzate TA 46 e TA 47. Le due navi incomplete erano ancora in costruzione a Fiume quando vennero pesantemente danneggiate durante un bombardamento aereo della città il 20 febbraio 1945. Recuperate dagli jugoslavi nel 1947, la TA 46, ribattezzata in un primo momento Velebit, venne demolita e cannibalizzata per il completamento, avvenuto tra il 1948 e il 1949, della TA 47, che entrò a far parte della Marina Jugoslava con il nome Učka, prestando servizio fino al 1967.
Alabarda
La torpediniera Alabarda fu catturata dai tedeschi sullo scalo nel settembre 1943, completata e denominata TA 42, venne affondata in porto a Venezia il 21 marzo 1945 in seguito a bombardamento aereo.
Arturo
La torpediniera Arturo fu catturata dai tedeschi il 9 settembre 1943 in avanzato stato d’allestimento, completata e denominata TA 24 venne perduta in combattimento contro unità britanniche nel golfo di Genova, il 18 marzo 1945.
Auriga
La torpediniera Auriga venne catturata dai tedeschi il 9 settembre 1943 in avanzato stato d’allestimento, completata e denominata TA 27, venne affondata a Portoferraio il 9 giugno 1944 in seguito a un bombardamento aereo alleato.
Balestra
La torpediniera Balestra, catturata dai tedeschi sullo scalo nel settembre 1943, denominata TA 47 e gravemente danneggiata il 20 febbraio 1945 da bombe di aerei alleati su Fiume, rivendicata come preda bellica jugoslava, venne ultimata, ribattezzata Učka ed incorporata nella Marina jugoslava nel 1950 come torpediniera di scorta, andando in disarmo nel 1967.
Daga
La torpediniera Daga, catturata dai tedeschi nel settembre 1943 mentre era in stato d’allestimento, completata e denominata TA 39, venne autoaffondata a Salonicco nell’ottobre 1944 dopo aver riportato i gravi danni subiti dopo avere urtato contro una mina il 16 ottobre 1944.
Dragone
La torpediniera Dragone, catturata dai tedeschi il 9 settembre 1943 in stato d’allestimento, completata e denominata TA 30, venne affondata presso La Spezia il 15 giugno 1944 da motosiluranti britanniche.
Eridano
La torpediniera Eridano, catturata dai tedeschi il 9 settembre 1943 in stato d’allestimento, completata e denominata TA 29, andò perduta il 18 marzo 1945 nel golfo di Genova, in combattimento contro unità britanniche.
Fionda
La torpediniera Fionda, catturata dai tedeschi, completata e denominata TA 46, venne affondata il 20 febbraio 1945, durante un bombardamento alleato su Fiume; preda bellica jugoslava fu riportata in superficie nell’agosto 1947 ma non entrò a far parte della Marina jugoslava essendo stata demolita e cannibalizzata per il completamento di una unità gemella anche questa preda bellica jugoslava.
Gladio
La torpediniera Gladio, catturata dai tedeschi nel settembre 1943 in stato d’allestimento, completata e denominata TA 37, venne affondata in combattimento dai cacciatorpediniere inglesi Termagant e Tuscan presso Salonicco, il 7 ottobre 1944.
Lancia
La torpediniera Lancia, catturata dai tedeschi sullo scalo nel settembre 1943, completata e denominata TA 41, andò distrutta il 17 febbraio 1945 a Trieste in seguito a bombardamento aereo alleato.
Pugnale
La torpediniera Pugnale, catturata dai tedeschi nel settembre 1943 in stato d’allestimento, completata e denominata TA 40, fu autoaffondata in porto a Monfalcone il 4 maggio 1945, dopo che era stata gravemente danneggiata da un attacco aereo a Trieste il 20 febbraio 1945.
Rigel
La torpediniera Rigel, catturata dai tedeschi il 9 settembre 1943 in stato d’allestimento, completata e denominata TA 28, andò distrutta in bacino a Genova il 4 settembre 1944 in seguito a bombardamento aereo.
Spada
La torpediniera Spada, catturata dai tedeschi nel settembre 1943 in stato d’allestimento, completata e denominata TA 38, venne autoaffondata presso Volo il 13 ottobre 1944, dopo aver subito gravi danni in seguito a un bombardamento aereo.
Spica
La torpediniera Spica, catturata dai tedeschi nel settembre 1943 in stato d’allestimento, completata e denominata TA 45 venne affondata il 13 aprile 1945 da motosiluranti britanniche nel canale della Morlacca.
Stella Polare
La torpediniera Stella Polare, catturata dai tedeschi in allestimento molto avanzato, dopo sabotaggio venne riparata, ultimata e denominata TA 36, affondando il 18 marzo 1944 in alto Adriatico dopo avere urtato contro una mina.

## Unità
| Regia Marina - Classe Ariete | Regia Marina - Classe Ariete | Regia Marina - Classe Ariete | Regia Marina - Classe Ariete | Regia Marina - Classe Ariete | Regia Marina - Classe Ariete | Regia Marina - Classe Ariete | Regia Marina - Classe Ariete | Regia Marina - Classe Ariete              |
| Nome                         | Sigla italiana               | Sigla tedesca                | Cantiere                     | Impostazione                 | Varo                         | Completamento                | Radiazione                   | Destino finale                            |
| ---------------------------- | ---------------------------- | ---------------------------- | ---------------------------- | ---------------------------- | ---------------------------- | ---------------------------- | ---------------------------- | ----------------------------------------- |
| Alabarda                     | n/a                          | TA 42                        | CRDA Trieste                 | 24 marzo 1943                | 7 maggio 1944                | 27 settembre 1944            | 1947                         | affondata il 21 marzo 1945                |
| Ariete                       | AE                           | n/a                          | Ansaldo Genova               | 15 agosto 1942               | 6 marzo 1943                 | 5 agosto 1943                | 1949                         | alla Jugoslavia nel 1949                  |
| Arturo                       | AO                           | TA 24                        | Ansaldo Genova               | 15 luglio 1942               | 27 marzo 1943                | 4 ottobre 1943               | 1947                         | affondata 18 marzo 1945                   |
| Auriga                       | AG                           | TA 27                        | Ansaldo Genova               | 15 luglio 1942               | 1 aprile 1943                | 28 dicembre 1943             | 1947                         | affondata a Portoferraio il 9 giugno 1944 |
| Balestra                     | n/a                          | TA 47                        | Quarnaro Fiume               | 9 maggio 1942                | nd                           | nd                           | 1947                         | Completata dagli jugoslavi nel 1949       |
| Daga                         | n/a                          | TA 39                        | CRDA Trieste                 |                              | 15 luglio 1943               |                              | 1947                         | affondato 16 ottobre 1944                 |
| Dragone                      | DR                           | TA 30                        | Ansaldo Genova               |                              | 14 agosto 1943               |                              | 1947                         | affondata 15 giugno 1944                  |
| Eridano                      | ED                           | TA 29                        | Ansaldo Genova               |                              | 12 luglio 1943               |                              | 1947                         | affondata 18 marzo 1945                   |
| Fionda                       | n/a                          | TA 46                        | Quarnaro Fiume               | 27 luglio 1942               |                              |                              | 1947                         | demolita nel 1947                         |
| Gladio                       | n/a                          | TA 37                        | CRDA Trieste                 |                              | 15 giugno 1943               |                              | 1947                         | affondata il 7 ottobre 1944               |
| Lancia                       | n/a                          | TA 41                        | CRDA Trieste                 |                              | 7 maggio 1944                |                              | 1947                         | affondata il 17 febbraio 1945             |
| Pugnale                      | n/a                          | TA 40                        | CRDA Trieste                 |                              | 1º agosto 1944               |                              | 1947                         | autoaffondata il 4 maggio 1945            |
| Rigel                        | RG                           | TA 28                        | Ansaldo Genova               |                              | 22 maggio 1943               |                              | 1947                         | affondata il 9 giugno 1944                |
| Spada                        | n/a                          | TA 38                        | CRDA Trieste                 |                              | 1º luglio 1943               |                              | 1947                         | affondata il 13 ottobre 1944              |
| Spica                        | n/a                          | TA 45                        | Quarnaro Fiume               |                              | 30 gennaio 1944              |                              | 1947                         | affondato 13 aprile 1945                  |
| Stella Polare                | SR                           | TA 36                        | Quarnaro Fiume               |                              | 11 luglio 1943               |                              | 1947                         | affondato 18 marzo 1944                   |